# S.E.N.S.
S.E.N.S.(센스)는 1988년에 결성된 일본의 뉴에이지 기악 음악 그룹이다. 그룹명은 Sound, Earth, Nature, Spirit의 약자이며 수많은 텔레비전 드라마나 영화, 다큐멘터리의 음악을 작업했다. 2001년에 발매한 베스트 음반 《투명한 음악》은 제15회 일본 골든디스크대상에서 올해의 기악 음반상을 수상하기도 했다.

## 담당한 음악

### 드라마
- 아스나로 백서
- 파랑새
- 신이시여 조금만 더
- P.S. 건강합니다 슌페이
- 2000년의 사랑
- 아름다운 날들
- 라스트 프렌즈
- 아이시테루: 용서
- 아이시테루: 유대

### 다큐멘터리
- NHK 특집 바다의 실크로드

### 영화
- 비정성시

### 애니메이션
- Xxx홀릭
- 너에게 닿기를